# Parerga und Paralipomena

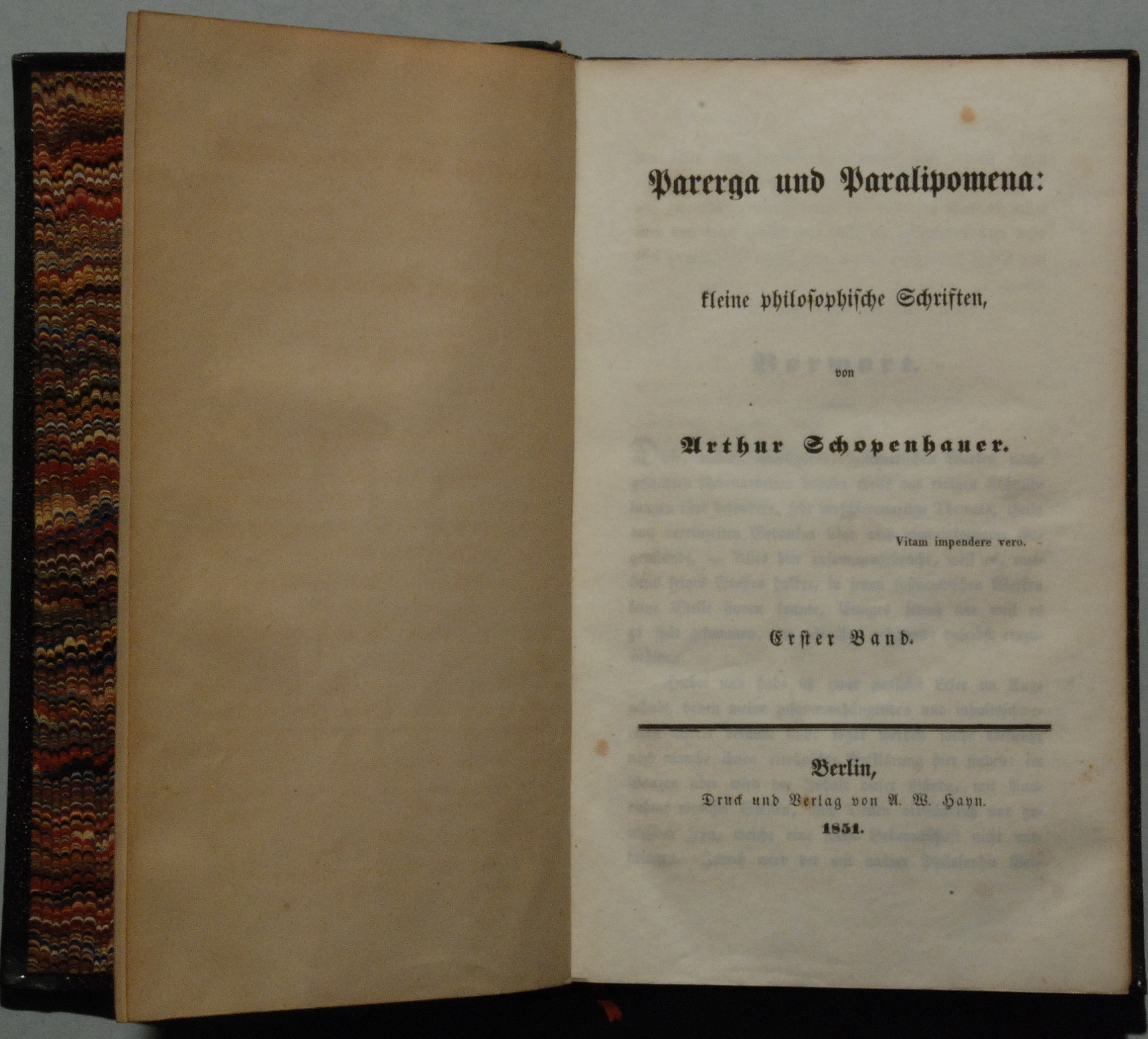
Parerga und Paralipomena Erster Band, Titelseite

Parerga und Paralipomena: kleine philosophische Schriften lauten Titel und Untertitel eines zweibändigen Werkes Arthur Schopenhauers.
Die „abschreckenden“ Titelwörter sind altgriechischer Herkunft und bedeuten „Nebenwerke“ und „Nachträge“.
Die Erstauflage erschien 1851 im Berliner Verlag A. W. Hayn.
Die Parerga und Paralipomena sind eine zweibändige Sammlung 37 philosophischer Essays, die in einer allgemein verständlichen Sprache und in einem gefälligen Stil verfasst sind. Ihre Thematik ist breit gestreut, berührt den Lebensalltag und wendet sich somit an eine weite Leserschaft.
Während einige Essays des zweiten Bandes Erläuterungen zu Schopenhauers pessimistischem Hauptwerk Die Welt als Wille und Vorstellung bringen, stehen die Schriften des ersten Bandes in der Traditionslinie antiker Glückslehren, dem pädagogischen Projekt der Aufklärung und der neuzeitlichen, romanischen Moralistik.
Sie enthalten Ratschläge zur Lebenskunst:
Die Parerga und Paralipomena wollen ganz im Sinne der Aufklärung „unterhalten und belehren“ zugleich, prodesse et delectare, plaire et instruire:

„Was Montaignes Essais für die französische, das sind die Parerga und Paralipomena für die deutsche Geistesgeschichte: ein  einzigartiges Werk philosophischer Essayistik, das zwischen Philosophie und Literatur, zwischen provozierendem Subjektivismus und subtiler Sachanalyse oszilliert und dem mit Bleistift bewaffneten Fachleser ebenso viel Nahrung gibt wie dem im Sessel zurückgelehnten Feierabendleser.“

## Etymologie der Titelwörter
Die bildungssprachlichen Wörter des Titels sind altgriechischer Herkunft.
Par-erga, „πάρ-εργα“, ist der Plural von Par-ergon „πάρ-εργον“, und bedeutet „Nebenarbeiten“.
Die Pluralform Paral(e)i-pómena, „παρα-λ(ε)ιπόμενα“ (Singular Paralipomenon), bedeutet Auslassungen, hier gemeint sind „Nachträge“.

## Werkaufbau
Die Parerga, der erste Band, enthalten neben der Vorrede sechs philosophische Abhandlungen, Skizze einer Geschichte der Lehre vom Idealen und Realen, Fragmente zur Geschichte der Philosophie, Über die Universitäts-Philosophie, Über die anscheinende Absichtlichkeit im Schicksale des Einzelnen, Versuch über Geistersehn und was damit zusammenhängt sowie die seitenstarke Schrift „Aphorismen zur Lebensweisheit“, die wegen ihrer Beliebtheit bei den Lesern auch als eigenständige Buchausgabe verlegt wird.
Die Paralipomena, der zweite Band, umfassen 31 Kapitel mit 396 fortlaufenden Paragraphen. Die Kapitel I–XIV bringen Nachträge zum zweiten Band Schopenhauers Hauptwerk Die Welt als Wille und Vorstellung. Insbesondere, Kapitel IV: Einige Betrachtungen über den Gegensatz des Dinges an sich und der Erscheinung, Kapitel VIII: Zur Ethik, Kapitel XI: Nachträge zur Lehre von der Nichtigkeit des Daseins, Kapitel XII: Nachträge zur Lehre vom Leiden in der Welt, Kapitel XIV: Nachträge zur Lehre von der Bejahung und Verneinung des Willens zum Leben.
Darüber hinaus enthalten die Paralipomena Schriften zu diversen Themata, wie Über den Selbstmord, Über Gelehrsamkeit und Gelehrte, Über Schriftstellerei und Stil, Über Lesen und Bücher, Über die Weiber, Über Lärm und Geräusche. Einige Verse des dichtenden Philosophen Schopenhauer schließen den zweiten Band ab.

## Aphorismen zur Lebensweisheit

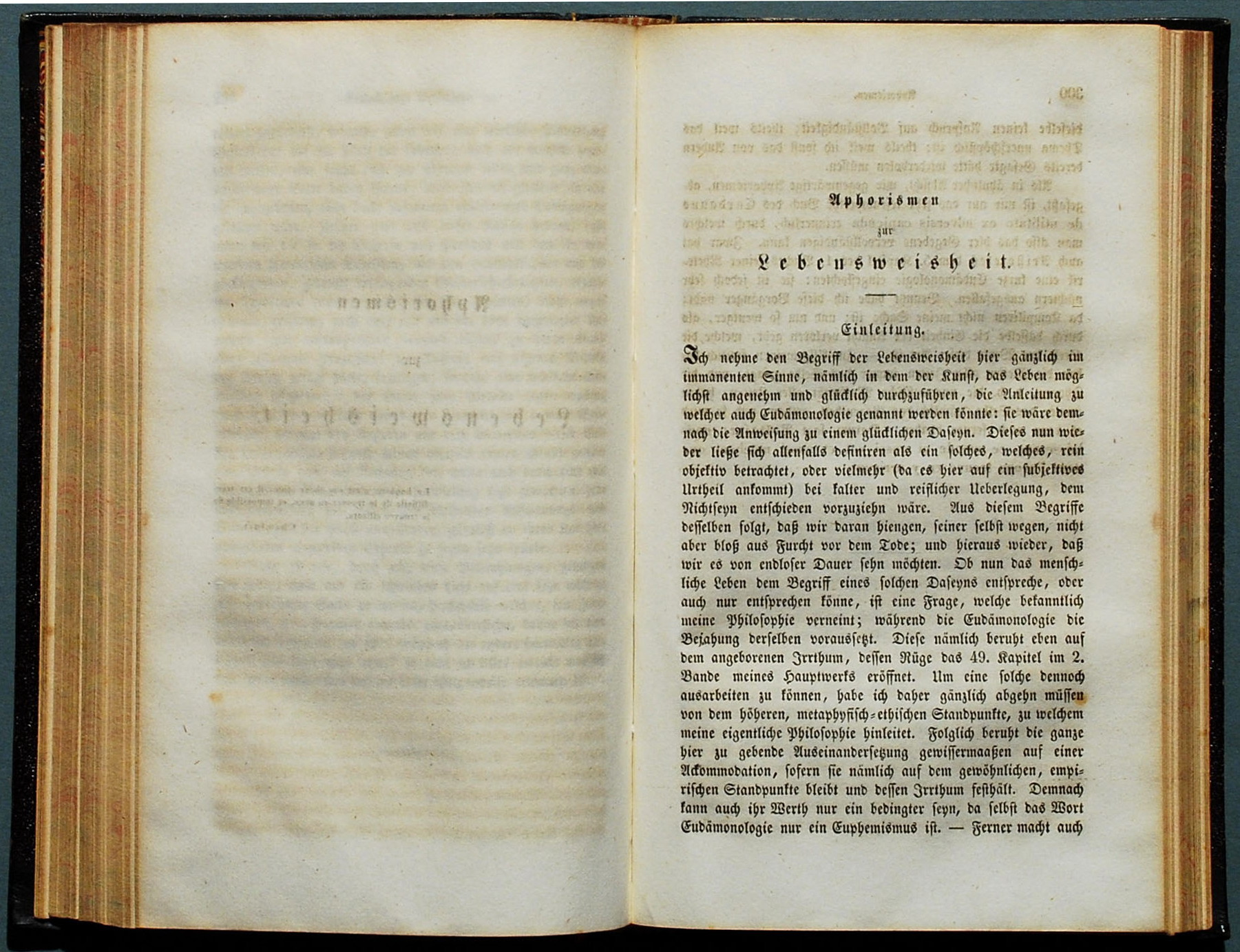
Aphorismen zur Lebensweisheit EinleitungParerga und Paralipomena, Erster Band

„Kein Werk Schopenhauers hat eine derart breite Leserschaft gefunden wie seine Aphorismen zur Lebensweisheit – und keine seiner Schriften ist von der Fachwelt so wenig gewürdigt worden. Für die Verbreitung der Schrift, die als Teil seiner 1851 erschienenen Parerga und Paralipomena den Ruhm Schopenhauers noch zu Lebzeiten begründete, gibt es einen eindeutigen Grund: In einer sprachlich ebenso eleganten wie verständlichen Form widmet sich Schopenhauer hier einem nicht nur populären, sondern eminent lebenspraktischen Thema.“

Die Aphorismen zur Lebensweisheit bilden das Kernstück des ersten Bandes der Parerga und Paralipomena. Sie bescherten Schopenhauer die langersehnte Lesergunst eines weiten Publikums. Diese umfangreiche Schrift wurde seit 1904 von Editoren aus den Parerga herausgelöst und mit Verkaufserfolg als eigenständiges Buch veröffentlicht.
Schopenhauer betreibt in dieser längeren Schrift „Philosophie“  im ursprünglichen, altgriechischen Sinne als „Liebe zur Weisheit“, „φιλο-σοφία“ (Philo-sophía). Unter „Philosophie als Lebensweisheit“ versteht er:
Von Schopenhauer, dessen pessimistische Philosophie von der metaphysischen These ausgeht, dass Dasein und Leben besser gar nicht wären, erwartet der Leser eigentlich keine Anweisungen zu einem glücklichen Leben, denn:

„Die Welt ist eben die Hölle, und die Menschen sind einerseits die gequälten Seelen und andererseits die Teufel darin.“

Aber den Menschen, die nun einmal in dieser Hölle leben, und die – obwohl doch letztendlich alles eitel ist – versuchen wollen, das Beste aus dem Übel ihrer Existenz zu machen, gibt er Ratschläge, die er aus antiken, indischen und moralistischen Weisheits- und Glückslehren schöpft. Schopenhauer präsentiert eine „negative“ Lehre von der Glückseligkeit, eine Art „Unglücksvermeidungs-Technologie“, weil „Glückseligkeit“ nach seinem pessimistischen Weltbild nicht positiv gefasst werden kann.
In der Einleitung der Aphorismen zur Lebensweisheit prägt er einen bildungssprachlichen Neologismus, um seiner Lehre von der Lebenskunst, seiner Anweisung zu einem glücklichen Leben, einen Namen zu geben. Er tauft sie auf Altgriechisch: „Eudämonologie“, ευδαίμωνία (eudaimonía = Glück(seligkeit) + λόγος (lógos = Lehre)), wörtlich Lehre vom Glück.
Die Schrift gliedert sich in eine Einleitung sowie sechs Kapitel:
- Einleitung
- Kapitel I. Grundeinteilung
- Kapitel II. Von Dem, was Einer ist

(Bildung der Persönlichkeit; sich selbst genügen)
- Kapitel III. Von Dem, was einer hat

(äußeren Besitz nur mit Maß anstreben)
- Kapitel IV. Von Dem, was einer vorstellt

(soziale Anerkennung; es gilt, kein Sklave fremder Meinungen zu sein)
- Kapitel V. Paränesen und Maximen

(53 Lebensregeln)
- Kapitel VI. Vom Unterschiede der Lebensalter

Der Autor fasst die wichtigste Botschaft seiner Kapitel II–IV wie folgt zusammen:

„Was einer für sich  selbst  ist,  was  ihn  in  die  Einsamkeit  begleitet und  keiner  ihm  geben oder  nehmen  kann,  ist  offenbar für ihn wesentlicher, als  alles, was  er  besitzen,  oder  auch  was  er  in  den  Augen anderer sein mag.“

Schopenhauer knüpft in seinem Werk an die romanische Moralistik an. Französische Moralisten, deren Aphorismen Schopenhauer zitiert, sind Michel de Montaigne, La Rochefoucauld, Vauvenargues, Montesquieu und Nicolas Chamfort.
Im Jahre 1832 übertrug Schopenhauer die 300 Aphorismen des Oráculo manual y arte de prudencia, Hand-Orakel und Kunst der Weltklugheit, Werk (1647) des spanischen Moralisten Baltasar Gracián, ins Deutsche. Etliche Lebensregeln Schopenhauers greifen auf entsprechende Aphorismen des Jesuiten Gracián zurück, dessen pessimistisches Weltbild und elitistische Haltung er teilte. So hat zum Beispiel die 13. Lebensregel des Kapitels V. Paränesen und Maximen im Handorakels Graciáns ihre Entsprechung: „In Allem, was unser Wohl und Wehe betrifft, sollen wir die Phantasie im Zügel halten.“ Der 24. Aphorismus Graciáns lautet:

„Templar la imaginación. Unas veces corrigiéndola, otras ayudándola, que es lo todo para la felicidad.“

„(in Schopenhauers Übertragung): Die Einbildungskraft zügeln, indem man bald sie zurechtweist, bald ihr nachhilft; denn sie vermag alles über unser Glück.“

Seinen Aphorismen zur Lebenskunst stellt Schopenenhauer als Motto eine Sentenz des französischen Moralisten Nicolas Chamforts voran:

« Le bonheur n'est pas chose aisée: il est très difficile à le trouver en nous, et impossibile de le trouver ailleurs. »

„Das Glück ist keine leichte Sache: es ist sehr schwer, es in uns, und unmöglich, es anderswo zu finden.“

Im Kapitel II. Von Dem, was Einer ist kommentiert Schopenhauer die Quintessenz dieser Sentenz Chamforts mit den Worten:

„Das Glück gehört denen, die sich selbst genügen. Denn alle äußern Quellen des Glücks und Genusses, sind, ihrer Natur nach, höchst unsicher, misslich, vergänglich und dem Zufall unterworfen.“

## Werkeditionen

### Parerga und Paralipomena, Erster Band und Zweiter Band
- Arthur Schopenhauer: Parerga und Paralipomena. Kleine Philosophische Schriften. Zweite und beträchtlich vermehrte Auflage, aus dem handschriftlichen Nachlasse des Verfassers herausgegeben von Julius Frauenstädt, Druck und Verlag A. W. Hahn, Berlin 1862, zwei Bände:
  - Erster Band: Volltext in der Google-Buchsuche
  - Zweiter Band: Volltext in der Google-Buchsuche
- Arthur Schopenhauer: Zürcher Ausgabe. Werke in zehn Bänden. Hrsg.: Arthur und Angelika Hübscher, Parerga und Paralipomena: kleine philosophische Schriften, Diogenes Verlag (detebe) Zürich, 1977, Bände VII–X. Der erste Band und der zweite Band der Parerga und Paralipomena sind jeweils in zwei Teilbände aufgeteilt:
  - I/1 ISBN 3-257-20427-2, I/2 ISBN 3-257-20428-0.
  - II/1 ISBN 3-257-20429-9, II/2 ISBN 3-257-20430-2.

### Aphorismen zur Lebensweisheit, eigenständige Buchausgaben
- Arthur Schopenhauer: Aphorismen zur Lebensweisheit. (Hrsg.): Franco Volpi – mit einer Einleitung des Herausgebers und einer Biographie Schopenhauers von Rudolf Marx), Kröner Verlag (KTA 16 –, 16., verbesserte und ergänzte Auflage, Stuttgart 2007, ISBN 978-3-520-01616-4.
- Arthur Schopenhauer: Aphorismen zur Lebensweisheit 1851, Hrsg.: Hans-Peter Haack u. Carmen Haack, Wiederherstellung des ursprünglichen, von Schopenhauer autorisierten Textes.  Bibliophiler Druck von 40 nummerierten Exemplaren, davon 35 für den Buchhandel. Antiquariat und Verlag Dr. Haack, Leipzig  2013, (Volltext).

## Sekundärliteratur
- Martin Morgenstern: Schopenhauers Lehre vom Glück, in: Aufklärung und Kritik, Sonderband 14, 2008, (Schwerpunkt: Glück und Lebenskunst), S. 116–135: (PDF).
- Sebastian Neumeister: Schopenhauer als Leser Graciáns, in: El mundo de Gracián. Actas del Coloquio Internacional Berlín 1988, hrsg. von Sebastian Neumeister und Dietrich Briesemeister, Berlin 1991, S. 261–277, (PDF).
- Barbara Neymeyr: Pessimistische Eudaimonologie? Zu Schopenhauers Konzeptionen des Glücks. In: Schopenhauer Jahrbuch 77 (1996), S. 133–165.
- Volker Spierling: Arthur Schopenhauer zur Einführung. 4., korrigierte Auflage. Junius Verlag, Hamburg 2015, ISBN 978-3-88506-631-6, Seiten 108–114.
- Robert Zimmer: Philosophie der Lebenskunst aus dem Geist der Moralistik. Zu Schopenhauers Aphorismen zur Lebensweisheit, in: Schopenhauer Jahrbuch 90, 2009, S. 45–64: (PDF).
- Robert Zimmer: Arthur Schopenhauer. Ein philosophischer Weltbürger. dtv, München 2012, ISBN 978-3-423-34750-1, Kapitel sechs, Auf den Spuren Montaignes: ›Parerga und Paralipomena‹ (1851), S. 208–240.
- Robert Zimmer: Schopenhauers zweites Hauptwerk. Die Parerga und Paralipomena und ihre Wurzeln in der Aufklärungsessayistik und Moralistik, in: Schopenhauer-Jahrbuch, Bd. 94, 2013, S. 143–155, (PDF – Uni Mainz).
- Günther Baum, Dieter Birnbacher (Hrsg.): Schopenhauer und die Künste. Wallstein, Göttingen 2005, ISBN 978-3-89244-947-8